# Linda Sarsour
Linda Sarsour, född 1980 i Brooklyn i New York, är en amerikansk aktivist och (2016) verkställande direktör för Arab American Association of New York.

## Politisk aktivism
Linda Sarsour var drivande i en kampanj för att uppnå erkännande av muslimska högtider i New Yorks offentliga skolor, vilket ledde till att Eid al-fitr och Eid al-adha accepterades som helgdagar. Hon har engagerat sig mot rasprofilering inom polisväsendet. Hon är medlem i Democratic Socialists of America och i presidentvalet i USA 2016 stöttade hon Bernie Sanders. Hon har organiserat Black Lives Matter-demonstrationer och var involverad i en process som ifrågasatte Donald Trumps inreseförbud från 2017. 
Sarsour var en av huvudarrangörerna bakom Women's March on Washington, som hölls den 21 januari 2017. Efter marschen blev hon attackerad med islamofobi på sociala medier, vilket ledde till att hashtagen #IMarchWithLinda började trenda på Twitter. År 2019 avgick Sarsour ur ledningen för Women's March on Washington efter bland annat anklagelser om antisemitism.
Tidningen Haaretz har kallat Sarsour en av de mest kända palestinsk-amerikanska kvinnorna för hennes arbete för palestiniers rättigheter i ockuperade områden i Palestina. Hon har sagt att hon vill att israeler och palestinier ska samexistera fredligt och rättvist. Hon har arbetat med vänsterorienterade judiska grupper inklusive Jewish Voice for Peace och Jews for Racial and Economic Justice.
Sarsour har kritiserats av amerikanska konservativa och pro-israeliska aktivister, för hennes ställningstagande i Mellanösternpolitiken, inklusive hennes stöd för BDS. Tidningen The Guardian skrev att Sarsour "har varit ett frekvent mål för pro-israeliska påtryckningsorganisationer". Enligt en utredning av Haaretz spionerade ett privat israeliskt underrättelseföretag på Sarsour och hennes familj i ett försök att samla in skadlig information.
2021 visade Samantha Bradshaw, expert på desinformation, hur ryska trollfabriker har fokuserat på Sarsour, och porträtterat henne som våldsbejakande islamist och antisemit, för att skada feministiska rörelser i USA.

## Privatliv
Linda Sarsours föräldrar är palestinska immigranter.
Sarsour gifte sig när hon var 17 år som en del av ett arrangerat äktenskap. Hon har tre barn och bor (2011) i Bay Ridge i Brooklyn.